# Pseudopaludicola ternetzi
Espèce
Synonymes
- Pseudopaludicola riopiedadensis Mercadal de Barrio & Barrio, 1994

Statut de conservation UICN

 LC  : Préoccupation mineure
Pseudopaludicola ternetzi est une espèce d'amphibiens de la famille des Leptodactylidae.

## Répartition
Cette espèce se rencontre entre 400 et 1 200 m d'altitude dans le biome du Cerrado au Brésil dans les États de São Paulo, de Bahia, du Goiás, du Tocantins et du Minas Gerais et dans l'est du Paraguay.

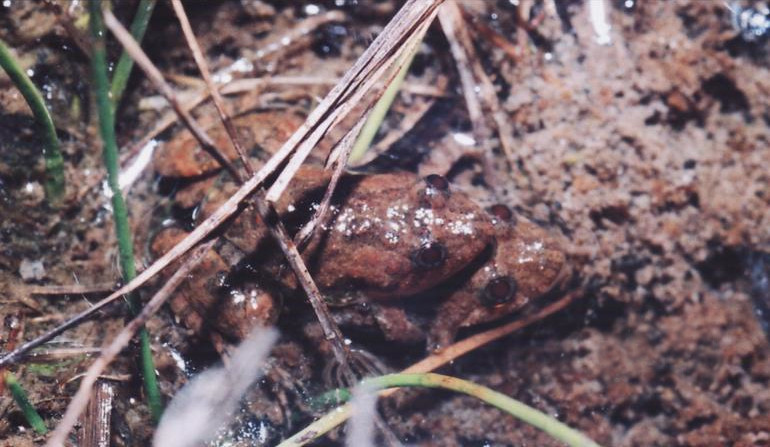
Pseudopaludicola ternetzi

## Étymologie
Cette espèce est nommée en l'honneur de Carl Ternetz (1870–1928).

## Publications originales
- Mercadal de Barrio & Barrio, 1994 : Reconsideración del género Pseudopaludicola de Argentina y descripción de dos nuevas especies P. mirandae y P. riopiedadensis (Amphibia, Anura). Revista del Museo Argentino de cienicas Naturales "Bernardino Rivadavia" e Instituto Nacional de Investigacion de las Ciencias Naturales Zoologia, vol. 16, no 6, p. 65–80.
- Miranda-Ribeiro, 1937 : Alguns batrachios novos das collecçôes do Museu Nacional. O Campo, vol. 8, p. 66–69.